# SPC Helfort Wien
SPC Helfort Wien is een Oostenrijkse voetbalclub uit Ottakring, een stadsdeel van de hoofdstad Wenen.

## Geschiedenis

### Oprichting en beginjaren
De club werd in 1910 als Sportclub Helfort (SC Helfort) opgericht. Over de herkomst van de naam zijn er onduidelijkheden. Het zou van een oninneembaar Frans fort met de naam Belfort komen waarbij het niet duidelijk is waarom de B door de H is veranderd. Een ander vermoeden is een variant op een medeoprichter met de naam Alois Helfert.
De club speelde lange tijd in de lagere klassen. Tijdens de Eerste Wereldoorlog werd de activiteit stilgelegd. In 1921 nam de club zijn eigen station in gebruik in de Kendlerstraße waar de club nog steeds speelt. In 1924/25 werd de club kampioen van de 3. Klasse Nord en promoveerde zo naar de tweede klasse. In 1926 besloot de club om te schakelen naar de concurrerende voetbalbond VAFÖ waar ze tot 1934 bleven. Hoogtepunt uit deze tijd was de titel in 1930. Nadat de club terugkeerde naar de Oostenrijkse competitie (die in die tijd enkel toegankelijk was voor clubs uit Wenen) speelde de club in de tweede klasse. In 1936/37 werd de club kampioen van de 2. Klasse Nord en plaatste zich voor de eindronde samen met 1. Simmeringer SC en Sturm Graz. Het was Simmeringer die de promotie kon afdwingen. Het volgende seizoen bestond de tweede klasse nog maar uit één reeks en promoveerde de kampioen automatisch. Helfort werd echter tweede achter SC Austro-Fiat Wien. In 1942/43 werd de club gedeeld eerste met 1. FFC Vorwärts 06 Wien maar greep opnieuw langs de promotie.

### 1944-1946
Seizoen 1944/45 werd op 4 februari 1945 door de gebeurtenissen in de Tweede Wereldoorlog afgebroken. Helfort stond aan de kop van het klassement. Datzelfde jaar won Helfort met 5-1 van recordkampioen Rapid Wien voor 16000 toeschouwers in de bevrijdingsbeker. Helfort bereikte de finale en verloor daarin met 1-3 van First Vienna. In het eerste naoorlogse seizoen werd de club toegelaten tot de hoogste klasse. De club won opnieuw van Rapid, dit keer met 2-1. Helfort werd tiende op twaalf clubs en moest degraderen.

### Langzame ondergang
Vanaf 1949 was de Oostenrijkse competitie ook weer toegankelijk voor clubs uit de deelstaten waardoor er dus veel concurrentie kwam. Eén jaar later werd de Wiener Liga zelfs gedegradeerd tot derde klasse en werd de Staatsliga B de tweede klasse, Helfort werd zesde in 1950 en plaatste zich niet voor de nieuwe Staatsliga. Tot 1965 speelde de club in de derde klasse en kon dan enkele seizoenen meedraaien in de tweede klasse, toen onder de naam Regionalliga Ost. In 1981 fusioneerde de club met FC Hornek en werd SC Helfort-Hornek. In 1991 fusioneerde de club opnieuw, dit keer met FC Fortuna Wien. Deze club, niet te verwarren met DSV Fortuna 05 Wien, ontstond in 1922 onder de naam Neulerchenfelder Amateure. De fusieclub nam de naam SKF Helfort 15 Wien aan en promoveerde weer naar de Wiener liga en werd in 1996/97 vicekampioen achter Floridsdorfer AC. Nadat SPC Gschwandtner Seminare Projekte Consulting GmbH de hoofdsponsor werd veranderd de naam in SPC Helfort.

### Nieuw succes
In 2005/06 speelde SPC Helfort in de Oberliga A en werd kampioen met 24 overwinningen, twee gelijke spellen en vier nederlagen en promoveerde naar de Wiener Stadtliga. Met een doelsaldo van 108:44 (gemiddeld drie doelpunten per wedstrijd) was dit een van de succesrijkste seizoenen van de laatste jaren.
- Virtual International Authority File: 152285563